# شنن سیتی (آیووا)
شنن سیتی (به انگلیسی: Shannon City) شهری در ایالت آیووا کشور ایالات متحده آمریکا است که جمعیت آن در سرشماری سال ۲۰۱۰ میلادی، ۷۱ نفر بوده‌است.